# Sidoarjo Dua Ramunia
Sidoarjo Dua Ramunia is een bestuurslaag in het regentschap Deli Serdang van de provincie Noord-Sumatra, Indonesië. Sidoarjo Dua Ramunia telt 2610 inwoners (volkstelling 2010).